# Trollz (bài hát)
"Trollz" (cách điệu bằng chữ hoa) là một bài hát của rapper người Mỹ rapper 6ix9ine và rapper người Mỹ gốc Trinida Nicki Minaj. Bài hát đã bị hoãn phát hành hai lần trước khi được phát hành chính thức vào ngày 12 tháng 6 năm 2020, bởi vì phần tiếp theo của "Gooba", được phát hành bốn tuần trước đó. Bài hát được viết bởi các nghệ sĩ, cùng với các nhà sản xuất Sadpony và Jahnei Clarke, người sau này cũng đã sản xuất "Gooba". Bài hát đánh dấu lần hợp tác thứ ba giữa 6ix9ine và Nicki Minaj sau "Fefe" và "Mama", đều được phát hành vào năm 2018. Về mặt ca từ, bài hát này nói về "những kẻ thích trêu đùa trên mạng". Vào ngày 16 tháng 6 năm 2020, một phiên bản mới của bài hát đã được phát hành, bao gồm một câu hát khác với Minaj và phần beat đã được thay đổi. Bài hát đã đứng đầu bảng xếp hạng Billboard Hot 100 của Hoa Kỳ, trở thành đĩa đơn quán quân đầu tiên của 6ix9ine, và là đĩa đơn thứ hai của Minaj và cũng là bài hát với vai trò nghệ sĩ chính đầu tiên của cô. Tuần tiếp theo, bài hát đã tụt xuống vị trí thứ 34, phá kỷ lục về sự tụt hạng nhiều nhất trên bảng xếp hạng từ vị trí số một trong lịch sử Hot 100. Bài hát đã rời khỏi bảng xếp hạng sau 4 tuần, trở thành bài hát không viết về ngày lễ rời bảng xếp hạng trong thời gian ngắn nhất.
Bài hát nhận về những đánh giá tiêu cực từ giới chuyên môn. Hầu hết họ chỉ trích về hành vi payola nhằm mục đích đưa bài hát mở màn tại vị trí quán quân.

## Xếp hạng
| Bảng xếp hạng (2020)                     | Vị trí cao nhất |
| ---------------------------------------- | --------------- |
| Úc (ARIA)                                | 45              |
| Áo (Ö3 Austria Top 40)                   | 8               |
| Bỉ (Ultratip Flanders)                   | 12              |
| Bỉ (Ultratip Wallonia)                   | 17              |
| Canada (Canadian Hot 100)                | 4               |
| Cộng hòa Séc (Singles Digitál Top 100)   | 17              |
| Pháp (SNEP)                              | 45              |
| Greece (IFPI)                            | 8               |
| Hungary (Single Top 40)                  | 2               |
| Hungary (Stream Top 40)                  | 6               |
| Ireland (IRMA)                           | 12              |
| Ý (FIMI)                                 | 60              |
| Hà Lan (Single Top 100)                  | 51              |
| New Zealand Hot Singles (RMNZ)           | 3               |
| Scotland (OCC)                           | 11              |
| Slovakia (Singles Digitál Top 100)       | 2               |
| Thụy Điển (Sverigetopplistan)            | 51              |
| Thụy Sĩ (Schweizer Hitparade)            | 8               |
| Anh Quốc (OCC)                           | 12              |
| Anh Quốc R&B (OCC)                       | 10              |
| Hoa Kỳ Billboard Hot 100                 | 1               |
| Hoa Kỳ Hot R&B/Hip-Hop Songs (Billboard) | 1               |
| Hoa Kỳ Rhythmic (Billboard)              | 32              |
| US Rolling Stone Top 100                 | 3               |

## Chứng nhận
| Quốc gia                                                    | Chứng nhận | Số đơn vị/doanh số chứng nhận |
| ----------------------------------------------------------- | ---------- | ----------------------------- |
| Hoa Kỳ (RIAA)                                               | Vàng       | 500.000‡                      |
| ‡ Chứng nhận dựa theo doanh số tiêu thụ và phát trực tuyến. |            |                               |

## Lịch sử phát hành
| Quốc gia    | Ngày                     | Định dạng                                     | Hãng đĩa                     | Ng.    |
| ----------- | ------------------------ | --------------------------------------------- | ---------------------------- | ------ |
| Đa lãnh thổ | Ngày 12 tháng 6 năm 2020 | Digital download streaming 7-inch CD cassette | Scumgang Create 10k Projects | [ 29 ] |